# Steve Roden
Steve Roden (Los Angeles, 27 aprile 1964 – Los Angeles, 6 settembre 2023) è stato un musicista e artista statunitense.

## Biografia
Dopo aver composto, durante gli anni novanta, alcune pubblicazioni realizzate adottando il montaggio sonoro di suoni trovati ed elaborati tramite l'uso di un computer, ha inventato il sottogenere ambientale lowercase con album quali Forms of Paper del 2001, caratterizzati da intervalli di silenzio e suoni estremamente lievi.
Lungo la sua carriera ha collaborato con numerosi artisti sonori e compositori d'avanguardia quali Bernhard Günter, Francisco López e Richard Chartier.

## Discografia parziale
- 1997 - Translations & Articulations
- 1997 - Crop Circles
- 1999 - View
- 1999 - The House Was Quiet and the World Was Calm (con Brandon LaBelle)
- 1999 - Small Cruel Party / Toy Bizarre / Steve Roden (con Small Cruel Party e Toy Bizarre)
- 1999 - The Opening of the Field (con Brandon LaBelle)
- 2000 - Four Possible Landscapes
- 2001 - Forms of Paper
- 2001 - Japan (con Bernhard Günter)
- 2001 - Schindler House
- 2002 - (For Morton Feldman) (con Richard Chartier e Bernhard Günter)
- 2002 - Le Chemin du Paradis (con Francisco López)
- 2002 - Winter Couplet
- 2003 - Shimmer /Flicker /Waver /Quiver (con Jason Kahn)